# Koningsstraat (Brussel)
De Koningsstraat (Frans: Rue Royale) is naast de Wetstraat, de Hertogstraat en het Paleizenplein een van de vier grote lanen die het Warandepark, in het centrum van Brussel, omzomen. Ze vormt een rechte as die doorloopt tot Sint-Joost-ten-Node en Schaarbeek.

## Geschiedenis
De straat werd in 1777 aangelegd en liep toen van aan het Koningsplein tot aan het Leuvenseplein, waarvoor enorme nivelleringswerken nodig waren. Vanaf 1822 werd de straat doorgetrokken tot aan de huidige Kleine Ring door ingenieur Jean-Alexandre Werry en architect Hendrik Partoes. Kort nadien werd ze nog verder verlengd op het grondgebied van Sint-Joost-ten-Node tot het nieuwe Koninginneplein in Schaarbeek, waar de Koninklijke Sint-Mariakerk kwam om het kilometerslange perspectief af te sluiten. Deze Buiten-Koningsstraat (Rue Royale Extérieure) werd vanaf 1828 aangelegd door Jean-Baptiste Vifquain, die ook de Schaarbeeksepoort op de octrooimuur 100 meter verplaatste. Later was hij verantwoordelijk voor de Paleizenstraat en de Koninginnelaan, die het "tracé royal" voltooiden en zo het Koninklijk Paleis van Brussel verbonden met het Kasteel van Laken.
In 1851 werd de Congreskolom gebouwd en besliste het stadsbestuur om de benamingen te uniformiseren: de Nieuwe Koningsstraat en de Buiten-Koningsstraat werden voortaan ook Koningsstraat.
Aan het Koninginneplein, waar het tracé royal schuin afbuigt, zet de Koninklijke Sint-Mariastraat de as van de Koningsstraat verder. Ze loopt door tot aan het gemeentehuis van Schaarbeek op het Colignonplein.

## Bebouwing
Langs de Koningsstraat vindt men in Brussel-stad onder meer het Hôtel Bellevue, een (lage) gevel van het Paleis voor Schone Kunsten, het Hotel Errera, de Art nouveau pui van Chemiserie Niguet, het Hôtel de Ligne, de Congreskolom en het Rijksadministratief Centrum.